# Фарнер, Элен
Элен Фарнер (нем. Ellen Farner) — немецкая актриса.
Училась в парижском университете Сорбонна, обучалась драматическому искусству, была восходящей звездой на мюнхенской сцене. Элен Фарнер стала известной после триумфа музыкального фильма «Шербурские зонтики» (1964), где она исполнила роль Мадлен (Madeleine).
В дальнейшем снималась ещё в четырёх немецких и одном австрийском фильмах, не имевших широкой известности.
Снялась в ноябрьском номере за 1964 журнала Playboy в разделе The Girls of Germany.
В 1966 году была замечена на Каннском фестивале, в сопровождении знаменитых французских актёров.
Снялась на обложке журнала Parade (UK) 12 августа 1967, выпуск 1444.
После этого времени какая-либо информация об актрисе отсутствует.

## Фильмография
(Неполная фильмография)
- 1964 — Шербурские зонтики / Umbrellas of Cherbourg, The …. Madeleine (Франция)
- 1964 — Drei Scheinheiligen, Die …. Bettina (Германия)
- 1965 — Karte mit dem Luchskopf, Die — Der Mann mit der Silbermaske …. в эпизоде (Германия)
- 1965 — Ruf der Wälder …. Petra (Австрия)
- 1966 — John Klings Abenteuer — Goldfische детективный сериал (1 серия) (Германия)
- 1966 — «Intercontinental-Express — Die Puppe mit dem Porzellankopf телевизионный детективный сериал (1 серия) …. Hill (Германия)
- 1967 — »"Von Null Uhr Eins bis Mitternacht — Der abenteuerliche Urlaub des Mark Lissen" — Die Hochzeit (1967) телевизионный детективный сериал (1 серия) …. Vicki (Германия)